# Chloroclystis debiliata
Chloroclystis debiliata är en fjärilsart som beskrevs av Jacob Hübner 1814/17. Chloroclystis debiliata ingår i släktet Chloroclystis och familjen mätare. Inga underarter finns listade i Catalogue of Life.